# Tachina longiventris
Tachina longiventris är en tvåvingeart som beskrevs av Chao 1962. Tachina longiventris ingår i släktet Tachina och familjen parasitflugor. Inga underarter finns listade i Catalogue of Life.